# Bão nhiệt đới Tây Bắc Thái Bình Dương

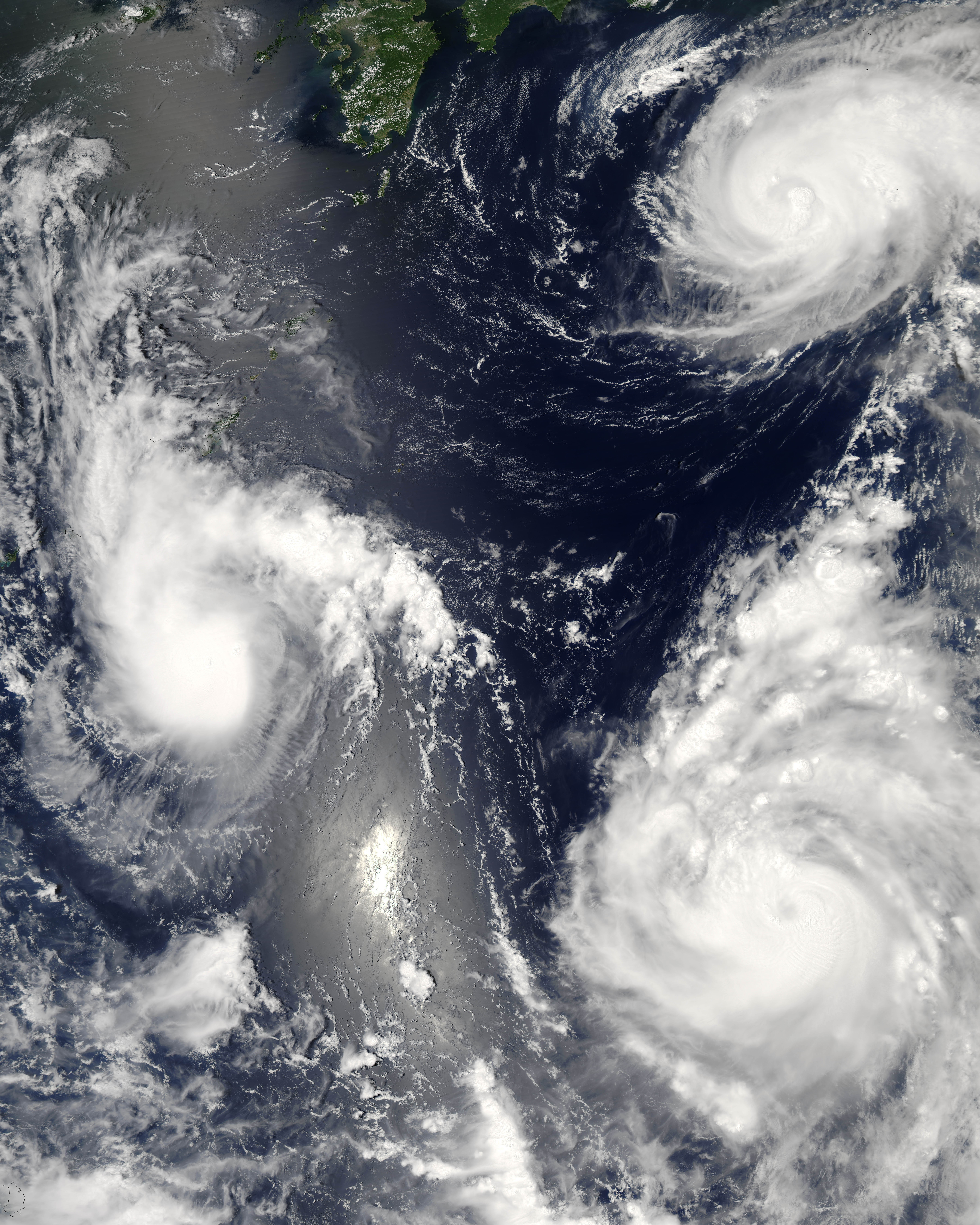
Ba cơn lốc xoáy nhiệt đới khác nhau đang quay quanh Tây Thái Bình Dương vào ngày 7 tháng 8 năm 2006 (Maria, Bopha, Saomai.) Lốc xoáy ở phía dưới bên phải đã phát triển thành cơn bão.

Bão nhiệt đới Tây Bắc Thái Bình Dương (tiếng Anh: typhoon, chữ Hán:颱風/đài phong) là một loại bão nhiệt đới phát triển ở phần phía Tây Bắc Thái Bình Dương giữa 180° và 100 ° E. Vùng này được gọi là Lưu vực Tây Bắc Thái Bình Dương  và là lưu vực bão nhiệt đới hoạt động nhiều nhất trên trái đất, chiếm gần một phần ba số bão lốc xoáy nhiệt đới hàng năm của thế giới. Để dễ tổ chức, Bắc Thái Bình Dương được chia thành ba vùng: phía đông (Bắc Mỹ đến 140 ° W), trung tâm (140 đến 180 ° W) và phía tây (180 ° đến 100 ° E). Trung tâm khí tượng đặc biệt khu vực (RSMC) cho các dự báo lốc xoáy nhiệt đới tọa lạc ở Nhật Bản, với các trung tâm cảnh báo lốc xoáy nhiệt đới khác cho khu vực tây bắc Thái Bình Dương ở Hawaii, Philippines và Hồng Kông. Trong khi RSMC đặt tên cho mỗi hệ thống bão, danh sách tên chính của nó được điều phối giữa 18 nước có lãnh thổ bị bão tố đe dọa mỗi năm. Chỉ có Philippines sử dụng danh sách đặt tên riêng của họ cho các hệ thống tiếp cận đất nước.
Một cơn bão nhiệt đới có thể có tên tiếng Anh khác nhau, typhoon hay cyclone hoặc hurricane tùy thuộc vào vị trí. Hurricane là một cơn bão xảy ra ở Đại Tây Dương và đông bắc Thái Bình Dương (xem Bão nhiệt đới Đại Tây Dương), một typhoon xảy ra ở Tây Bắc Thái Bình Dương, và một cyclone xảy ra ở Nam Thái Bình Dương hoặc Ấn Độ Dương.
Trong vùng tây bắc Thái Bình Dương, không có mùa bão chính thức do các trận lốc xoáy nhiệt đới tạo thành trong suốt cả năm. Giống như bất kỳ cơn bão nhiệt đới nào, có sáu yêu cầu chính đối với sự hình thành và phát triển của bão: nhiệt độ mặt biển đủ ấm, sự bất ổn định trong khí quyển, độ ẩm cao ở tầng trung lưu của tầng đối lưu, lực Coriolis đủ để phát triển một trung tâm áp suất thấp, sự tập trung hoặc sự xáo trộn đã tồn tại ở mức thấp và gió đứt theo chiều dọc thấp. Mặc dù phần lớn các cơn bão hình thành từ tháng 6 đến tháng 11, một vài cơn bão xảy ra giữa tháng 12 và tháng 5 (mặc dù bão nhiệt đới hình thành ít nhất vào thời điểm đó). Trung bình, Tây Bắc Thái Bình Dương có nhiều cơn lốc xoáy nhiệt đới nghiêm trọng nhất trên thế giới. Giống như các lưu vực khác, chúng được điều khiển bởi dãy khí quyển cận nhiệt đới hướng về phía tây hoặc tây bắc, với một số hệ thống bão uốn cong gần và ở phía đông của Nhật Bản. Philippines chịu đựng gánh nặng bị các cơn bão đi ngang qua, với Trung Quốc và Nhật Bản bị ảnh hưởng ít hơn một chút. Một số cơn bão chết người nhất trong lịch sử đã đổ vào Trung Quốc. Nam Trung Quốc có ghi nhận dài nhất về tác động của bão trong khu vực, với mẫu hàng ngàn năm qua các tài liệu trong kho lưu trữ của họ. Đài Loan đã nhận được cơn bão nhiều mưa nhất từng được biết đến trong lưu vực bão nhiệt đới Tây Bắc Thái Bình Dương.

## Danh mục

### Từ nguyên và cách sử dụng
Thuật ngữ tiếng Anh typhoon là tên cho loại bão nhiệt đới lớn ở khu vực Tây Bắc Thái Bình Dương, trong khi hurricane là tên cho loại bão nhiệt đới lớn ở khu vực đông bắc Thái Bình Dương và Bắc Đại Tây Dương . Ở những nơi khác, nó được gọi là tropical cyclone (xoáy thuận nhiệt đới).
Từ điển Anh ngữ Oxford Oxford English Dictionary trích dẫn tiếng Urdu ṭūfān và tiếng Trung quốc tai fung là nguồn cho một số dạng tiếng Anh ban đầu: Các hình thức sớm nhất - "touffon", sau đó là "tufan", "tuffon", và những thứ khác - xuất phát từ Urdu ṭūfān, với trích dẫn từ năm 1588. Từ năm 1699 xuất hiện "tuffoon", sau đó là "tiffoon" cách viết bị ảnh hưởng bởi tiếng Urdu. Từ "typhoon" hiện đại có từ năm 1820, trước đó là "tay-fun" có từ năm 1771 và "ty-foong", tất cả đều bắt nguồn từ tiếng Trung Quốc tai fung.
Thuật ngữ Urdu توفان ṭūfān nghĩa là bão dữ dội có cùng gốc với tiếng Hindi तूफ़ान (tūfān)) xuất phát từ tiếng Iran mà lại bắt nguồn từ tiếng Ả Rập طوفان (ṭūfān).
Nguồn gốc từ tiếng Trung Quốc là tai fung  (giản thể: 台风, phồn thể: 颱風, pinyin: táifēng, hán việt: đài phong) là một dạng thổ ngữ phổ thông của tiếng Quan Thoại bắt nguồn từ từ dai fung (大風, pinyin: dàfēng, hán việt: đại phong, "cơn gió lớn"). Từ tiếng Nhật hiện đại gọi là taifuu (台風/た い ふ う) và tiếng Hàn là taepung (태풍) đều được bắt nguồn từ tiếng Trung Quốc đài phong, trong đó đài (颱) chỉ cơn bão và phong (風) là gió.
Tiếng Hy Lạp cổ đại Τυφῶν ( Tuphôn , [Typhon]) không phải là không có liên quan gì và cũng có thể đã ảnh hưởng đến thuật ngữ này. Các thuật ngữ Ba Tư và Trung Quốc có thể đã bắt nguồn từ thuật ngữ Hy Lạp ngay từ lúc ban đầu.

### Phân loại cường độ
Áp thấp nhiệt đới là cấp thấp nhất mà Cơ quan Khí tượng học Nhật Bản (JMA) sử dụng và là thuật ngữ được sử dụng cho một hệ thống nhiệt đới có tốc độ gió không quá 33 hải lý / giờ (38 km/h). Áp thấp nhiệt đới được nâng lên thành cơn bão nhiệt đới nếu tốc độ gió vượt quá 34 hải lý / giờ (39 km/h). Các cơn bão nhiệt đới cũng nhận được tên chính thức từ RSMC Tokyo. Nếu bão tăng cường độ hơn nữa và đạt được tốc độ gió ổn định là 48 hải lý / giờ (55 dặm / giờ, 89 km/h) thì nó sẽ được phân loại là một cơn bão nhiệt đới nghiêm trọng . Khi gió lớn nhất của hệ thống đạt tốc độ gió 64 hải lý (119 km/h), thì JMA sẽ chỉ định cơn bão nhiệt đới như một typhoon - cấp cao nhất theo bảng xếp hạng .
Từ năm 2009, Đài quan sát Hồng Kông bắt đầu phân chia các typhoon (siêu bão) thành ba loại khác nhau: typhoon, typhoon nghiêm trọng và siêu typhoon . Một typhoon có tốc độ gió 64-79 hải lý (73-91 mph; 118–149 km/h), một typhoon nghiêm trọng có gió ít nhất 80 hải lý / giờ (92 km/h), và siêu typhoon có gió ít nhất 100 hải lý (120 dặm / giờ, 190 km/h). Trung tâm Cảnh báo Typhoon Liên hợp (JTWC) của Hoa Kỳ phân loại không chính thức các cơn bão với tốc độ gió ít nhất là 130 hải lý / giờ (67 m / s, 150 mph / 241 km/h) - tương đương với một cơn bão mạnh cấp 4 theo thang Saffir-Simpson - như super typhoons.. Tuy nhiên, các phép đo tốc độ gió duy trì tối đa mà JTWC sử dụng dựa trên thời gian trung bình 1 phút, tương tự như thời gian trung bình Trung tâm Bão quốc gia và Trung tâm Bão bão Trung tâm Thái Bình Dương của Hoa Kỳ. Kết quả là các báo cáo về gió của JTWC cao hơn các phép đo của JMA, vì nó dựa trên khoảng cách trung bình 10 phút.

## Sự hình thành
Có sáu yêu cầu chính đối với sự hình thành bão nhiệt đới: nhiệt độ mặt biển ấm áp, khí quyển không ổn định, độ ẩm cao ở tầng trung lưu của tầng đối lưu, lực Coriolis đủ để phát triển trung tâm áp suất thấp, sự tập trung hoặc sự xáo trộn hiện tại ở mức thấp và gió đứt theo chiều dọc thấp. Mặc dù những điều kiện này là cần thiết cho sự hình thành của bão nhiệt đới nhưng chúng không đảm bảo một cơn bão nhiệt đới sẽ hình thành. Thông thường, nhiệt độ đại dương là 26,5 °C (79,7 °F) trải dài độ sâu tối thiểu 50 mét (160 ft) được coi là nhỏ nhất để duy trì một cơn lốc xoáy đặc biệt là cơn lốc xoáy nhiệt đới. Nước ấm cần thiết để duy trì cốt lõi ấm áp làm nhiên liệu cho các hệ thống nhiệt đới. Khoảng cách tối thiểu 500 km (300 dặm) từ đường xích đạo thường là cần thiết cho sự hình thành bão nhiệt đới.
Cho dù đó là áp thấp trong vùng hội tụ liên nhiệt đới (ITCZ) hay vùng gió mùa, frông mặt rộng, hoặc ranh giới gió bão, thì cần phải có tính năng bậc thấp với độ gió lốc và sự hội tụ đủ để bắt đầu quá trình hình thành bão nhiệt đới. Khoảng 85 đến 90 phần trăm các cơn bão Thái Bình Dương hình thành trong vùng gió mùa. Ngay cả với điều kiện hoàn hảo ở cấp trên và sự bất ổn định trong khí quyển như đòi hỏi, sự thiếu tập trung bề mặt sẽ ngăn cản sự phát triển của sự đối lưu hữu hiệu và bề mặt thấp. Gió đứt thẳng nhỏ hơn 10 m / s (20 kn, 33 ft / s) giữa bề mặt đại dương và cuối tầng đối lưu là cần thiết cho sự phát triển của cơn bão nhiệt đới. Thông thường với các cơn bão Thái Bình Dương, có hai dòng chảy không khí ra ngoài: một ở phía bắc phía trước của một vùng trên của Westerlies, và cái thứ hai về phía đường xích đạo .
Nói chung, gió tây gia tăng liên quan đến sự dao động Madden-Julian dẫn đến sự gia tăng sự hình thành bão nhiệt đới ở tất cả các lưu vực bão nhiệt đới. Khi dao động lan truyền từ tây sang đông, nó dẫn đến một cuộc tiến triển về phía đông trong sự hình thành bão nhiệt đới với thời gian trong mùa hè của bán cầu. Trung bình, hai bão lốc xoáy nhiệt đới sinh đôi sẽ hình thành ở Tây Thái Bình Dương, gần vĩ bắc thứ 5 và vĩ nam thứ 5 dọc theo cùng kinh tuyến, hoặc đường kinh tuyến. Tuy nhiên, có mối quan hệ nghịch đảo giữa hoạt động bão nhiệt đới ở lưu vực phía Tây Thái Bình Dương và lưu vực Bắc Đại Tây Dương. Khi một lưu vực đang hoạt động, một khác thường là im lặng, và ngược lại. Lý do chính cho điều này dường như là giai đoạn của dao động Madden-Julian, hoặc MJO, thường ở các chế độ đối lập giữa hai lưu vực tại bất kỳ thời điểm nào.

## Tần suất
| Tháng       | Số   | Trung bình |
| ----------- | ---- | ---------- |
| 1           | 28   | 0.5        |
| 2           | 14   | 0.2        |
| 3           | 26   | 0.5        |
| 4           | 37   | 0.6        |
| 5           | 66   | 1.2        |
| 6           | 100  | 1.8        |
| 7           | 221  | 3.9        |
| 8           | 310  | 5.4        |
| 9           | 280  | 4.9        |
| 10          | 228  | 4.0        |
| 11          | 139  | 2.4        |
| 12          | 69   | 1.2        |
| Hàng năm    | 1518 | 26.6       |
| Nguồn: JTWC |      |            |

Gần một phần ba các cơn bão lốc xoáy nhiệt đới của thế giới hình thành ở tây Thái Bình Dương. Điều này làm cho lưu vực này hoạt động mạnh nhất trên trái đất . Các cơn bão Thái Bình Dương đã hình thành quanh năm, với những tháng cao điểm từ tháng 8 đến tháng 10. Những tháng cao điểm tương ứng với mùa bão Đại Tây Dương. Cùng với tần suất bão lớn, lưu vực này cũng có các trận bão mạnh nhất trên toàn cầu được ghi nhận. Một trong những mùa bận rộn gần đây nhất là năm 2013. Lốc xoáy nhiệt đới hình thành bất kỳ tháng nào trong năm qua vùng Thái Bình Dương Thái Bình Dương và tập trung vào khoảng tháng 6 và tháng 11 ở Bắc Ấn Độ Dương. Khu vực phía đông bắc Philippines là nơi hoạt động mạnh nhất trên trái đất cho các cơn lốc xoáy nhiệt đới đã xuất hiện. Trên khắp Philippines, hoạt động đạt đến mức tối thiểu vào tháng 2, trước khi tăng đều xuyên suốt tháng 6, và tăng từ tháng 7 đến tháng 10, trong đó tháng 9 là tháng hoạt động mạnh nhất đối với các cơn lốc xoáy nhiệt đới trên quần đảo. Hoạt động giảm đáng kể vào tháng 11, mặc dù Typhoon Haiyan, cơn bão mạnh nhất của Philippines, là trận bão vào tháng 11 . Các khu vực bị ảnh hưởng nhiều nhất của Philippines bởi các trận lốc xoáy nhiệt đới là phía bắc và trung tâm Luzon và phía đông Visayas . Một lượng mưa trung bình mười năm xác định bởi vệ tinh cho thấy ít nhất 30 phần trăm lượng mưa hàng năm ở miền bắc Philippines có thể được bắt nguồn từ các cơn lốc xoáy nhiệt đới, trong khi các hòn đảo phía Nam nhận được ít hơn 10 phần trăm lượng mưa hàng năm của chúng do các cơn lốc xoáy nhiệt đới. Nguồn gốc và cường độ của bão cũng được điều chỉnh bởi sự thay đổi chậm của nhiệt độ mặt biển và các tính năng tuần hoàn theo tần số gần 10 năm.

## Tuyến đường

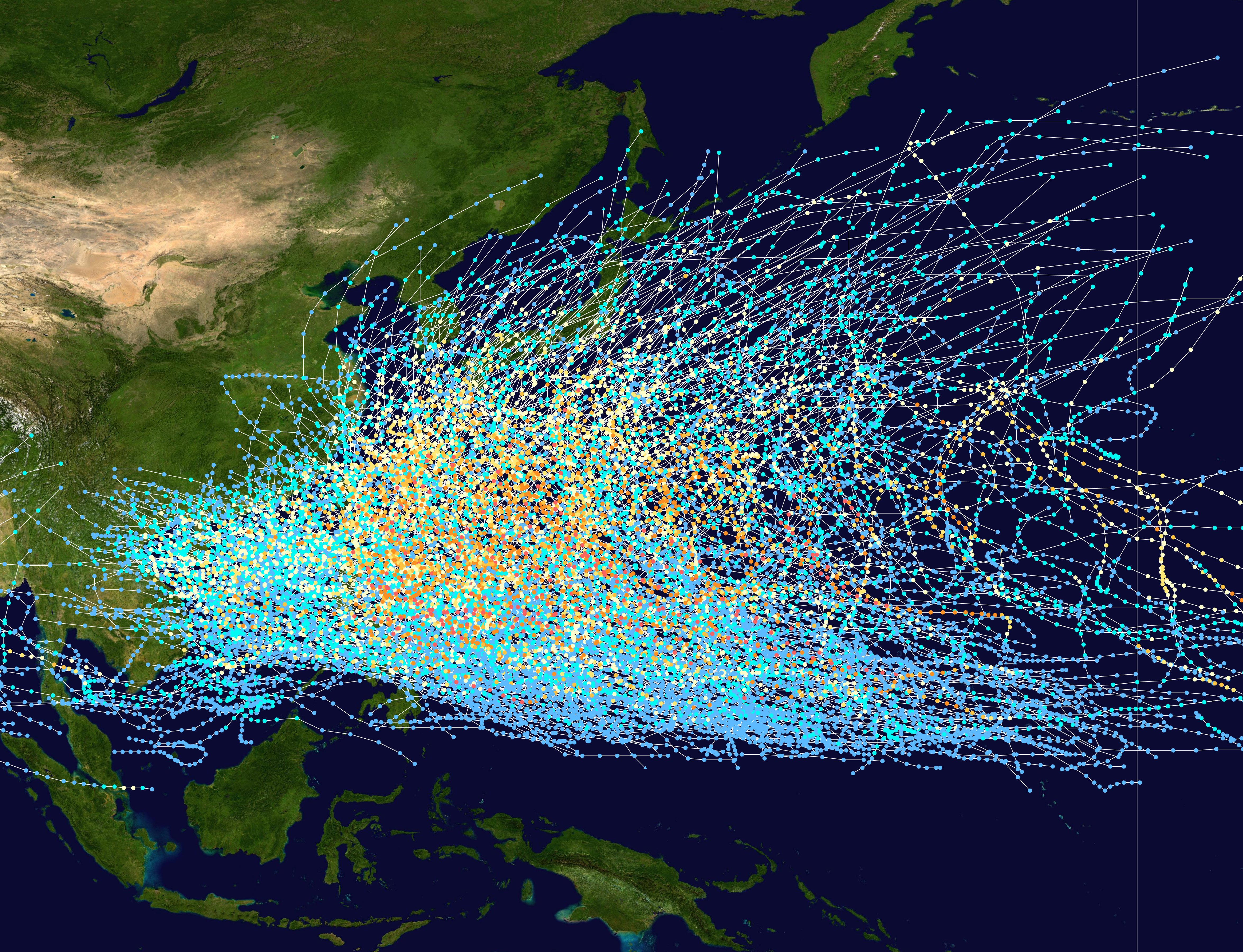
Tuyến đường của tất cả các cơn lốc xoáy nhiệt đới ở Tây Bắc Thái Bình Dương giữa năm 1980 và năm 2005. Đường thẳng đứng bên phải là Đường đổi ngày quốc tế.

Hầu hết các cơn lốc xoáy nhiệt đới hình thành bên cạnh dãy khí quyển cận nhiệt đới gần xích đạo hơn, sau đó di chuyển cực qua trục dãy này trước khi quay trở lại hướng bắc và đông bắc vào vành đai chính của Westerlies. Khi dãy khí quyển cận nhiệt đới thay đổi do El Niño, các tuyến đường của các cơn lốc xoáy nhiệt đới cũng vậy. Các khu vực phía tây của Nhật Bản và Hàn Quốc có xu hướng ít bị ảnh hưởng hơn từ các trận lốc xoáy nhiệt đới tháng 9-11 trong thời kỳ El Niño và những năm không có đặc điểm. Trong những năm El Nino, sự thay đổi của dãy khí quyển cận nhiệt đới có xu hướng nằm gần 130 ° E, điều này thuận lợi cho quần đảo Nhật Bản . Trong những năm La Nina, sự hình thành của các cơn lốc xoáy nhiệt đới, và vị trí của dãy khí quyển cận nhiệt đới, chuyển hướng về phía tây qua Tây Thái Bình Dương, làm gia tăng đe dọa đổ bộ lên đất liền đối với Trung Quốc và cường độ cao hơn tới Philippines. Những cơn bão hình thành gần Quần đảo Marshall tìm đường đến đảo Jeju, Hàn Quốc.
Các tuyến đường bão đi theo ba hướng chung.
- Đường thẳng. Một con đường chung hướng về phía tây ảnh hưởng đến Philippines, Nam Trung Quốc, Đài Loan và Việt Nam.
- Một đoạn hồi quy parabol. Cơn bão uống cong ảnh hưởng đến phía đông Philippines, phía đông Trung Quốc, Đài Loan, Hàn Quốc, Nhật Bản và Viễn Đông của Nga.
- Đường hướng về phía Bắc. Từ điểm xuất phát, cơn bão đi theo hướng bắc, chỉ ảnh hưởng đến các hòn đảo nhỏ.

Một số ít bão như Hurricane John đã được đổi tên lại thành typhoon vì chúng bắt nguồn ở Đông Trung Bộ Thái Bình Dương và chuyển tới Tây Thái Bình Dương.

## Giám sát lưu vực
Trong vùng Tây Thái Bình Dương, Trung tâm Khí tượng học RSMC Tokyo, một phần của Cơ quan Khí tượng học Nhật Bản có trách nhiệm cảnh báo chính thức cho toàn bộ vùng Tây Thái Bình Dương kể từ năm 1989  và trách nhiệm đặt tên cho các hệ thống bão mạnh hoặc lớn hơn kể từ năm 2000. Tuy nhiên, mỗi Dịch vụ Khí tượng và Thủy văn Quốc gia ở Tây Thái Bình Dương có trách nhiệm ban hành cảnh báo cho các khu vực đất đai về các cơn lốc xoáy nhiệt đới ảnh hưởng đến đất nước của họ, như Trung tâm Cảnh báo Typhoon Liên hợp cho các cơ quan Hoa Kỳ, Cơ quan quản lý dịch vụ Khí quyển, Địa vật lý và Thiên văn Phi Luật Tân (PAGASA) cho lợi ích của quốc gia quần đảo, và Đài quan sát Hồng Kông đối với các cơn bão đến đủ gần để gây ra việc phát tín hiệu cảnh báo.